# 顧公燮
顧公燮（?—?），字丹午、又字丹武，號澹湖，又號擔瓠。江蘇吴县人。
早年師從陸桂森、張九葉，乾隆年間為諸生。生性放曠，後來放棄科舉事業，好摭拾稗野，以著述自娛。著有《丹午筆記》、《致穷奇书》、《消夏閑記摘抄》。